# Soedra (hoofdbedekking)

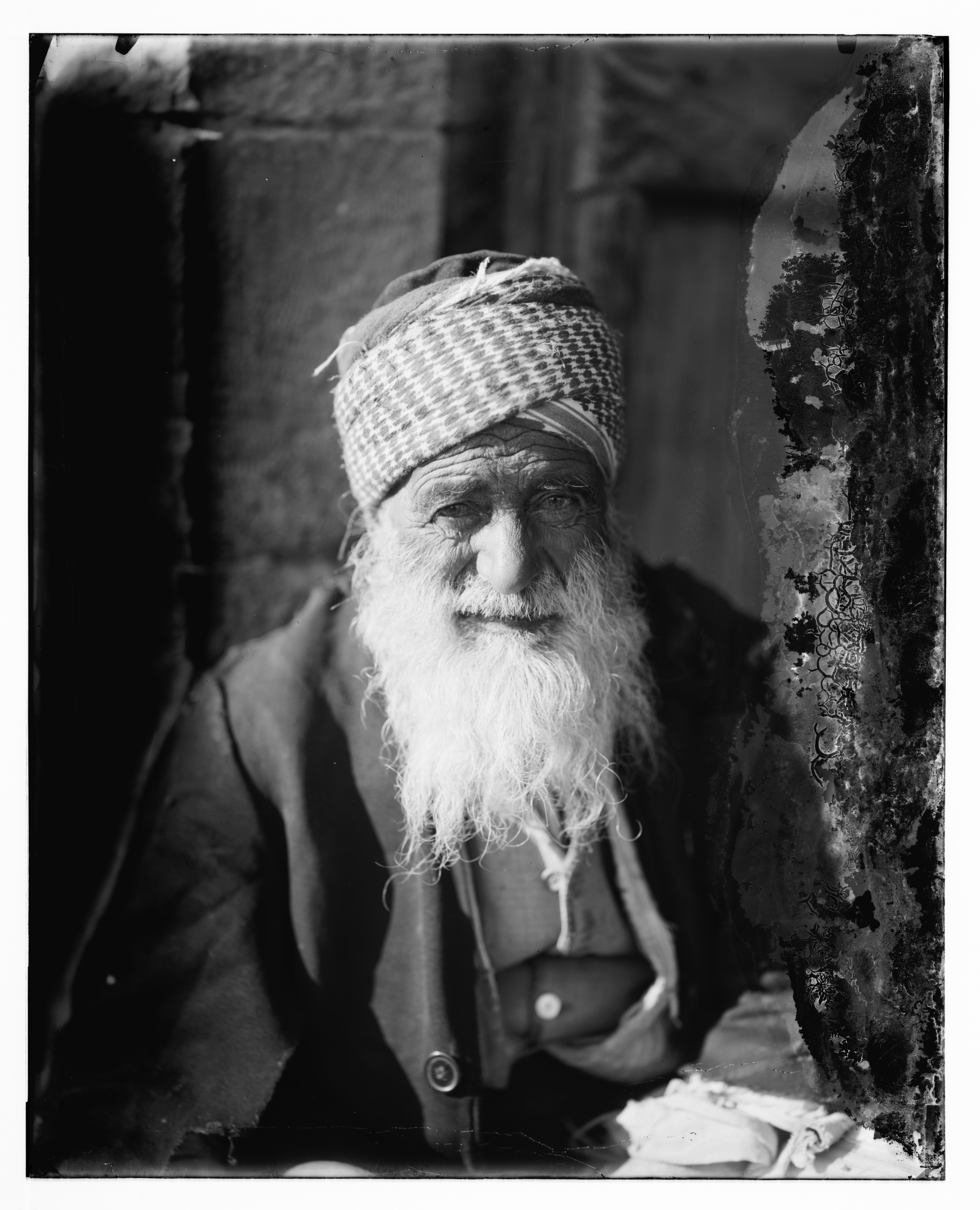
Een Jemenitische Jood draagt een soedra, 1914

Een soedra (Aramees סודרא soeḏārā; Hebreeuws: סוּדָר  soedār) is een rechthoekig stuk stof dat in de klassieke Joodse traditie als hoofdbedekking, sjaal of halsdoek wordt gedragen door man en vrouw gelijk. In de loop van de tijd heeft het veel verschillende functies gehad en vandaag de dag wordt het soms beschouwd als van grote culturele en/of religieuze betekenis voor Joden.
Deze Joodse hoofdbedekking wordt genoemd in verschillende oude en middeleeuwse Joodse en christelijke religieuze teksten in het Aramees en Koinè-Grieks, geschreven in of rond het Nabije Oosten. Onder hen zijn  de Babylonische Talmoed (die talloze vermeldingen maakt van de soedra en een belangrijke bron is voor de rol die het speelde in het Joodse leven in die tijd), het Evangelie volgens Lucas, de Targum Neofiti, de Peshitta en de Targum Pseudo-Jonathan.

## Etymologie
Het woord soedra is afgeleid van het Joods-Aramese  סודרא. Dit is op zijn beurt afgeleid van het Klassiek Griekse σουδάριον (geromaniseerd: Soudarion), letterlijk een "handdoek", een doublet van het pre-Augustijnse Latijn soedarium, letterlijk "doekje om zweet weg te vegen, zakdoek", afgeleid van het bijvoeglijk naamwoord soedarius, van soedor en het achtervoegsel ārium, in dit geval bedoeld om een doel aan te duiden.    
De Babylonische Talmoed presenteert wat Marcus Jastrow een speelse etymologie" van de term noemt, een samentrekking van het Bijbels of klassiek Hebreeuws soed 'adonay lire aw: 'Het geheim van de Heer is bij hen die Hem vrezen', een sectie uit Psalm 25:14. 

## Geschiedenis

### Oude Nabije Oosten
De precieze historische oorsprong van het dragen van een doek of hoofdbedekking die om het hoofd is gewikkeld, is nog onduidelijk. Enkele van de vroegste voorbeelden zijn te vinden in kunstwerken uit het oude Mesopotamië, zoals beelden van Gudea die een tulbandachtig kledingstuk dragen. Soortgelijke hoofdbedekkingen zouden al in 2600 jaar voor onze jaartelling zijn gedragen. Deze hoofdbedekkingen zijn vaak doordrenkt met een grote historische, religieuze, spirituele en culturele betekenis in het Nabije Oosten. Volgens de Ierse hoogleraar Bijbelstudies John Raymond Bartlett droegen de klassieke Hebreeërs ook stukken stof, ofwel gevormd als de kūfīyah, een opgevouwen stuk hoofdbedekking dat om iemands hoofd was gewikkeld, of als een tulband of kousenmuts.

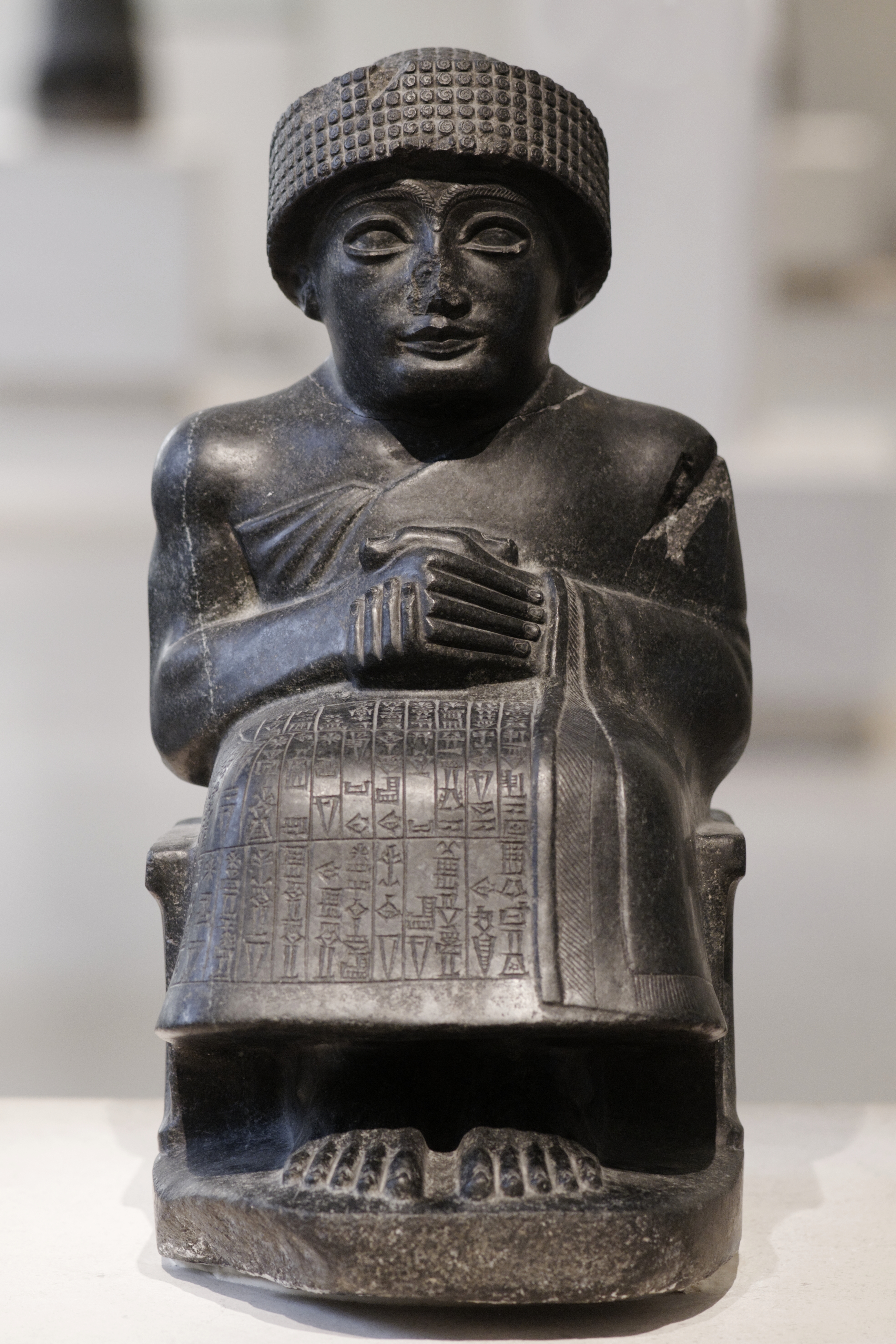
Beeld van Gudea met een tulband-achtig gewaad uit ca. 2400 BCE.

### In Judea en het Romeinse rijk
Het soedārium werd bewaard als een zakdoek, maar werd voornamelijk gebruikt om zweet weg te vegen, zoals de naam al aangeeft. Het was een moderne uitvinding rond de tijd van Cicero, toen fijn linnen voor het eerst naar Rome kwam. In het oosten van het rijk werd de term door Hellenistische schrijvers geleend  als Oudgrieks: σουδάριον, geromaniseerd: soudárion ter vervanging van oudere termen. Het is te vinden in teksten die handelen over gebeurtenissen in de provincie Judea, zoals het evangelie van Lucas bijvoorbeeld, waar een bediende geld opslaat in zo'n doek. Behalve dat het werd gebruikt om zweet weg te vegen, werd het ook om de nek gedragen als een kledingstuk dat leek op een sjaal. In het Latijnsprekende rijk kwam de term ōrārium in de plaats van soedārium tijdens de tijd van Augustus. Wanneer dit stuk stof in de lucht werd gezwaaid, werd het ook gebruikt om applaus in Rome aan te duiden, ter vervanging van de lappet van de toga die eerder voor dit doel werd gebruikt. Wilhelm Adolf Becker pleit tegen het gebruik van het soedārium om de neus af te vegen. Het soedārium werd ook onderdeel van  het Romeinse militaire harnas, gewoonlijk focale genoemd in zijn functie als halsdoek om te beschermen tegen schuren door het harnas. Dit gebruik van het soedārium in Romeinse militaire kledij wordt soms gezien als een voorloper van de moderne stropdas.

### Mesopotamië
In de 5e eeuw, toen de Peshitta werd vertaald, vindt men een andere betekenis voor soedra, namelijk die van grafdoek, bijvoorbeeld in Johannes 11:44 Klassiek Syrisch:ܘܰܐܦ݁ܰܘܗ݈ܝ ܐܰܣܺܝܪܳܢ ܒ݁ܣܽܘܕ݂ܳܪܳܐ (geromaniseerd: ᵓasīrān bə-sūḏārā), letterlijk; "en zijn gezicht gebonden in een soedra."  Deze betekenis wordt weerspiegeld in de namen van de relikwieën van het Sudarium van Oviedo en het Sudarium van Veronica. 
Katz, Houtman en Sysling geven inzicht in waarom zowel een grafdoek als een hoofdbedekking dezelfde naam zouden krijgen. Bij de bespreking van de betekenis van het Hebreeuws: שמיכה, letterlijk  'deken', een woord dat één keer in de Tenach in Richteren 4:18 wordt genoemd, verdedigden oude geleerden uit Syria Palaestina definities voor de obscure term, die het definiëren als een soedra, terwijl die uit Babylon de definitie Joods-Babylonisch Aramees verdedigen: משיכלא, letterlijk vertaald als "mantel". Daarmee wordt het Joods-Palestijns Aramese gebruik van de term soedra verduidelijkt, als een brede term voor textielvellen die worden gebruikt om de lichamen van mensen te versieren. Sokoloff bevestigt dit bredere gebruik door te stellen dat de soedra een "stuk stof [...] gebruikt om een verscheidenheid aan items te binden en te bedekken" behalve een kledingstuk. 

#### Babylonische Talmoed
De Babylonische Talmoed beschrijft verschillende Joodse gebruiken rond de soedra. Bijvoorbeeld in het traktaat Bava Metzia wordt verteld dat een andere man een soedra mag aanraken, minstens 3 vingerbreedtes bij 3 vingerbreedtes groot, in plaats van de sandaal die door Ruth 4:7 wordt geëist, met het oog op het autoriseren van een transactie. Wajsberg identificeert deze vermelding van de soedra als een late toevoeging aan de tekst, afwezig in eerdere versies en als bewijs van Palestijns-Aramese taalkundige invloed op de Babylonische Talmoed. Havlin merkt ook op dat sommige versies van de Targoem (betekent 'vertaling') van het boek Ruth 1:17 de term bevatten. In de meeste versies van het gedeelte, waarin Naomi vier executiemethoden opsomt die door de Joden werden gebruikt, wordt de vierde methode vermeld als 'kruisiging'. MS De Rossi 31 wijkt echter af van deze bewering, door wat een scribale correctie lijkt te zijn van wat de corrector begreep als Halachisch fout. Er staat: Joods-Babylonisch Aramees: וחניקת סודרה, (geromaniseerd: uḥniqaṯ suḏrā), letterlijk "en verstikking [door] de soedra" in plaats van Joods-Babylonisch Aramees: וצליבת קיסא, geromaniseerd: uṣlivaṯ qeysā, letterlijk "en kruisiging op hout". Havil's visie op de soedra als een instrument voor het kwellen van een executie in de halachische traditie is gebaseerd op talrijke vermeldingen van dit gebruik, zoals de vertaling in de Targum Pseudo-Jonathan van Exodus 21:16 (יתקטיל בשינוקא דסודרא) evenals een gedeelte uit Avodah Zarah waarin staat: Joods Babylonisch Aramees: רמו ליה סודרא בצואריה וקא מצערו ליה, geromaniseerd: rmu leh sudrā vṣwāreh uqā mṣaʿʿaru leh, letterlijk "Ze gooiden een soedra om zijn nek en kwelden hem"    

### Verschillende stijlen
De Babylonische Talmoed vermeldt de manier waarop het kledingstuk wordt gedragen, evenals wie het droeg. Verschillende traktaten daarvan beschrijven het als om iemands hoofd gewikkeld. Berachot 60b:5 voorziet bovendien in een gebed dat moet worden gereciteerd bij het op deze manier dragen van het kledingstuk;  ברוך ... עוטר ישראל בתפארה. 

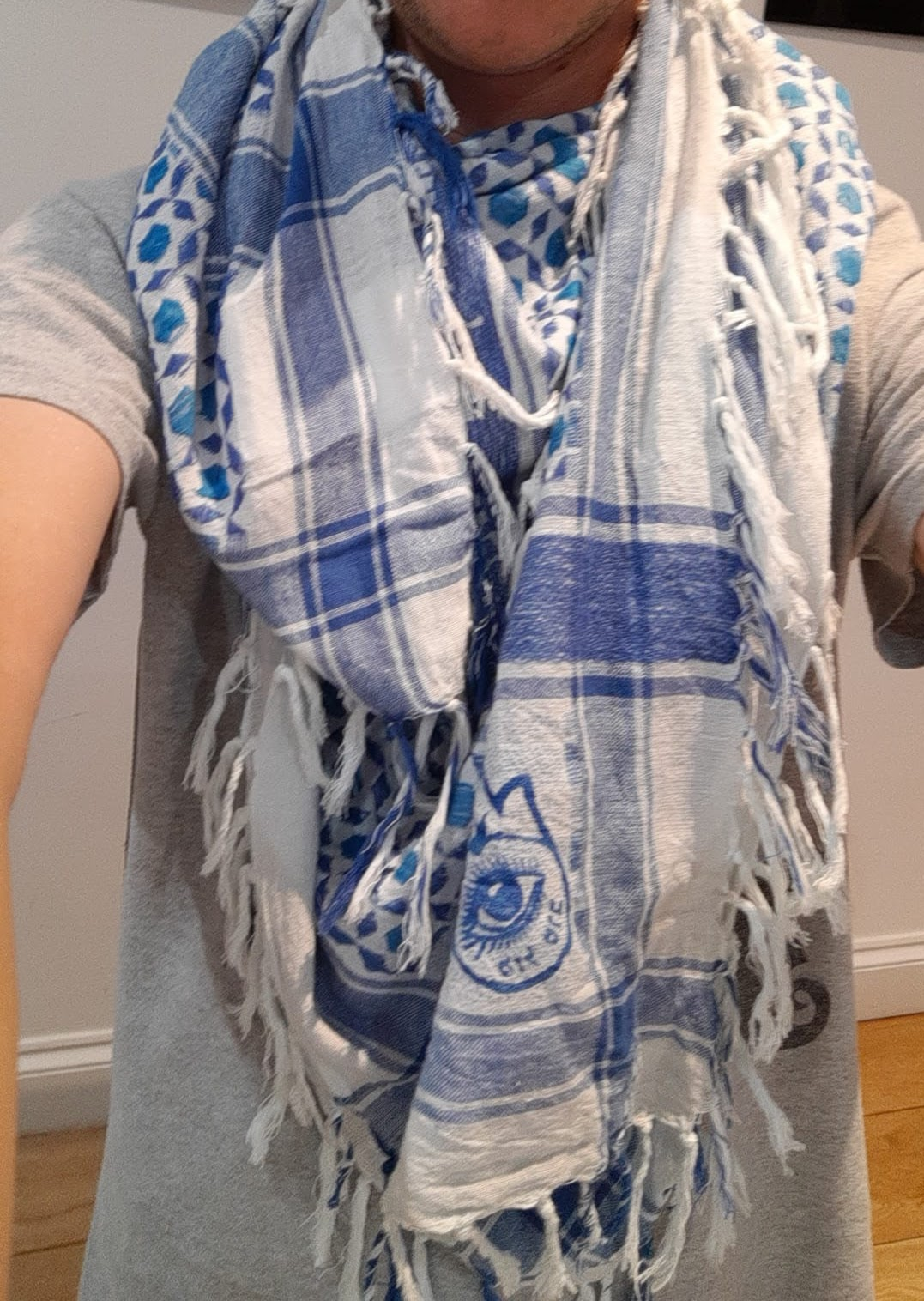
soedra gedragen rond lichaam en nek

Een andere manier van dragen die daarin wordt genoemd, is het dragen van de soedra om de nek, Marcus Jastrow suggereert dat het ook over de armen werd gedragen. De Orach Chayim-sectie van de Sjoelchan Aroech, een verzameling Joodse religieuze wetten uit 1565, stelt dat de Arabische naam van de soedra die op deze manier wordt gedragen שי"ד is; סודר שנותנין על הצואר במלכות א"י שנקרא בערבי שי"ד וכן ביק"א שהיו נותנין בספרד על כתפיהם פטורים, letterlijk "Een soedra die in het koninkrijk van het Land Israël om de nek wordt gedragen, in het Arabisch Šīd genoemd, ook de Bīqa, die in Sefard (Spanje) over hun schouders werd gedragen, zijn vrijgesteld van het Goddelijke bevel van het dragen van de tzitzit. De 10e-eeuwse commentator Rashi stelt: וסודר שבצוארו - ותלויין ראשיו לפניו לקנח בו פיו ועיניו, letterlijk; "En de soedra is om iemands nek gerangschikt - en de uiteinden ervan werden gebruikt om iemands mond of ogen af te vegen" 
Saul Lieberman suggereert dat het hoofdtooi door religieuze autoriteiten wordt gedragen, en geen verband houdt met het Romeinse Sudarium, maar eerder een cidaris (Oudgrieks: κίδαρις, geromaniseerd: kídaris). Hiervoor citeert hij een vroegmiddeleeuwse Latijnse woordenlijst waarin staat: Cidarim linteus est quod repites iudeorum die sabbato super caput habent ualde mundum, letterlijk: "De cidaris is een doek die Joden op de dag van de Shabbat over hun hoofd houden". Deze cidaris was een tulbandachtige hoofdbedekking die gedragen werd door de koningen van Perzië en, zoals eerder vermeld, ook door de Rabbijnse autoriteiten.
Volgens Lier suggereren Targumim dat Mozes een soedra op zijn hoofd droeg. Bij het openbaren van de Tien Geboden zou hij volgens Lier zijn soedra van zijn voorhoofd hebben verwijderd. 
Er is tekstueel bewijs voor het gebruik ervan als schoeisel. 

### Afwijzing en gevolgen
Onder het Mizrachi-jodendom bleef de gewoonte in de meeste gevallen bestaan, ondanks verboden opgelegd door verschillende niet-Joodse heersers. Een voorbeeld van zo'n verbod is het 'Aṭarot-decreet uit 1667 (Joods-Jemenitisch Arabisch: עטרת, geromaniseerd: Aṭarot, letterlijk "stoffen tulbanden", uit het Hebreeuws: עטר, (geromaniseerd: ʿāṭer, letterlijk; 'kroon') uitgevaardigd door de Qasimid-staat, die Joden verbood iets te dragen dat leek op de genoemde ʿAṭarot, dat wil zeggen, om enige vorm van kleding te dragen om hun hoofd te bedekken. Het doel van dit decreet was om Joden te vernederen door hen een respectabel uiterlijk te ontnemen door hen te dwingen hun kleding te gebruiken om hun hoofd te bedekken. De situatie werd verholpen toen de Joodse gemeenschap in Jemen overheidsfunctionarissen omkocht. De oplossing die door deze daad van corruptie werd bereikt, stond Joden toe om weer kleding op hun hoofd te dragen, maar het moest armoedige kleding zijn.  